# Сикора, Виктор
Ви́ктор Таде́уш Сико́ра (нидерл. Victor Tadeusz Sikora; род. 11 апреля 1978, Девентер, Оверэйссел) — нидерландский футболист, завершивший игровую карьеру. Выступал на позиции полузащитника. Известен своими выступлениями за амстердамский «Аякс» и сборную Нидерландов.

## Карьера
Футбольную карьеру начал в клубе высшего нидерландского дивизиона «Гоу Эхед Иглз». После вылета клуба во вторую лигу играл в нём ещё в течение трёх сезонов. Затем провёл три сезона в клубе высшей лиги «Витесс», перед тем как перейти в ведущий нидерландский клуб «Аякс».
Дебют Виктора в новой команде состоялся 2 августа 2002 года в матче с английским «Манчестер Юнайтед», который проходил в рамках Амстердамского турнира. Спустя девять дней он выиграл с клубом Суперкубок Нидерландов, победив ПСВ из Эйндховена со счётом 3:1. В чемпионате за «красно-белых» он впервые сыграл 18 августа против «Утрехта», а первые голы забил 29 мая 2003 года в ворота «Херенвена», оформив дубль в заключительном туре чемпионата.
В «Аяксе» Сикора выступал на протяжении двух сезонов, выиграв титул чемпиона Нидерландов в сезоне 2003/04. Также участвовал в матчах Лиги чемпионов. По одному сезону провёл в аренде в «Херенвене» и НАК Бреда, в котором и продолжил свою карьеру.
В качестве приглашённого игрока провёл 6 матчей в составе клуба MLS «Даллас». Затем в феврале 2009 года перешёл в австралийский клуб «Перт Глори», в котором и завершил свою карьеру, после того как в сезоне 2011/12 годов сыграл только одну игру за клуб.
В 2001—2002 годах провёл 6 матчей в составе сборной Нидерландов. Его дебют был в феврале 2001 года против сборной Турции, а последний матч против сборной США.

## Статистика

### Матчи Сикоры за сборную Нидерландов
| Матчи Сикоры за сборную Нидерландов | Матчи Сикоры за сборную Нидерландов | Матчи Сикоры за сборную Нидерландов | Матчи Сикоры за сборную Нидерландов | Матчи Сикоры за сборную Нидерландов | Матчи Сикоры за сборную Нидерландов |
| ----------------------------------- | ----------------------------------- | ----------------------------------- | ----------------------------------- | ----------------------------------- | ----------------------------------- |
| №                                   | Дата                                | Соперник                            | Счёт                                | Голы Сикоры                         | Соревнование                        |
| 1                                   | 28 февраля 2001                     | Турция                              | 0:0                                 | —                                   | Товарищеский матч                   |
| 2                                   | 25 апреля 2001                      | Кипр                                | 4:0                                 | —                                   | Чемпионат мира 2002 (отбор)         |
| 3                                   | 6 октября 2001                      | Андорра                             | 4:0                                 | —                                   | Чемпионат мира 2002 (отбор)         |
| 4                                   | 13 февраля 2002                     | Англия                              | 1:1                                 | —                                   | Товарищеский матч                   |
| 5                                   | 27 марта 2002                       | Испания                             | 1:0                                 | —                                   | Товарищеский матч                   |
| 6                                   | 19 мая 2002                         | США                                 | 2:0                                 | —                                   | Товарищеский матч                   |

Итого: 6 матчей / 0 голов; 4 победы, 2 ничьи, 0 поражений.

## Достижения
«Аякс»
- Чемпион Нидерландов: 2003/04
- Обладатель Суперкубка Нидерландов: 2002